# Acanthesthes crispa
Acanthesthes crispa är en skalbaggsart som först beskrevs av Olivier 1792.  Acanthesthes crispa ingår i släktet Acanthesthes och familjen långhorningar.
Artens utbredningsområde är Moçambique. Inga underarter finns listade i Catalogue of Life.